# La Bionda
La Bionda är en italiensk discoduo, grundad 1970 av sångarna och bröderna Michelangelo La Bionda och Carmelo La Bionda från Ramacca på Sicilien. Gruppens musik lade grunden till genren Italo disco.
Sedan 1981 ägnade sig bröderna främst åt att göra jinglar och musik till filmer och TV-program. Carmelo La Bionda (född 2 februari 1949 i Ramacca, Sicilien) avled den 5 november 2022.

## Historik
Under sommaren 2019 släppte La Bionda singeln "Formentera", skriven i samarbete med Johnson Righeira.

## Medlemmar
- Michelangelo La Bionda – sång (1970–)
- Carmelo La Bionda – sång (1970–)

## Diskografi
Studioalbum
- 1972 – Fratelli La Bionda s.r.l.
- 1975 – Ogni volta che tu te ne vai
- 1975 – Tutto va bene
- 1978 – La Bionda
- 1979 – Bandido
- 1979 – High Energy
- 1980 – I Wanna Be Your Lover
- 1998 – InBeatween

Samlingsalbum
- 1987 – One For You, One For Me

Singlar
- 1973 – "Chi"
- 1975 – "Ogni volta che tu te ne vai"